# Tallula (Illinois)
Tallula est un village du comté de Menard dans l'Illinois, aux États-Unis,. Situé au sud-ouest du comté, il est fondé en 1857 et incorporé le 20 mai 1874.

## Démographie
Lors du recensement de 2010, le village comptait une population de 488 habitants. Elle est estimée, en 2016, à 484 habitants.

### Source de la traduction
- (en) Cet article est partiellement ou en totalité issu de l’article de Wikipédia en anglais intitulé « Tallula, Illinois » (voir la liste des auteurs).